# Engel Mózes
Engel Mózes (Balassagyarmat, 1739 – Pilisvörösvár, 1820. október 26.) rabbi, költő.

## Élete
Fia volt Engel Juda balassagyarmati rabbinak, 1779-től haláláig működött Pilisvörösváron. Egy héber nyelvű verseskötete jóval halála után Sirasz Ódom címmel Pesten jelent meg 1872-ben.